# WTA Auckland Open
ASB Classic — щорічний жіночий професійний тенісний турнір, який проводиться щорічно в Новій Зеландії починаючи з 1986. До 2009 змагання належало до турнірів IV категорії. З 2009 турнір отримав категорію WTA International.

## Усі фінали

### Одиночний розряд
| Рік                 | Чемпіонка                                           | Фіналістка                                          | Рахунок                                             |
| ------------------- | --------------------------------------------------- | --------------------------------------------------- | --------------------------------------------------- |
| 1986                | Енн Гоббс                                           | Люсі Філд                                           | 6–3, 6–1                                            |
| 1987                | Гретхен Раш                                         | Террі Фелпс                                         | 6–2, 6–3                                            |
| 1988                | Патті Фендік                                        | Сара Гомер                                          | 6–3, 7–6                                            |
| 1989                | Патті Фендік (2)                                    | Белінда Кордвелл                                    | 6–2, 6–0                                            |
| 1990                | Лейла Месхі                                         | Сабін Аппельманс                                    | 6–1, 6–0                                            |
| 1991                | Ева Швіглерова                                      | Андреа Штрадова                                     | 6–2, 0–6, 6–1                                       |
| 1992                | Робін Вайт                                          | Андреа Штрадова                                     | 2–6, 6–4, 6–3                                       |
| 1993                | Елна Рейнах                                         | Каролін Кулман                                      | 6–0, 6–0                                            |
| 1994                | Джинджер Гелгесон                                   | Інес Горрочатегі                                    | 7–6(4), 6–3                                         |
| 1995                | Ніколь Брадтке                                      | Джинджер Гелгесон                                   | 3–6, 6–2, 6–1                                       |
| 1996                | Сандра Качіч                                        | Барбара Паулюс                                      | 6–3, 1–6, 6–4                                       |
| 1997                | Маріон Маруска                                      | Юдіт Візнер                                         | 6–3, 6–1                                            |
| 1998                | Домінік Монамі                                      | Сільвія Фаріна Елія                                 | 4–6, 7–6, 7–5                                       |
| 1999                | Жулі Алар-Декюжі                                    | Домінік Монамі                                      | 6–4, 6–1                                            |
| 2000                | Анна Кремер                                         | Кара Блек                                           | 6–4, 6–4                                            |
| 2001                | Мейлен Ту                                           | Паола Суарес                                        | 7–6(8), 6–2                                         |
| 2002                | Анна Смашнова                                       | Тетяна Панова                                       | 6–2, 6–2                                            |
| 2003                | Елені Даніліду                                      | Чо Йонг-Джеонг                                      | 6–4, 4–6, 7–6(2)                                    |
| 2004                | Елені Даніліду (2)                                  | Ешлі Гарклроуд                                      | 6–3, 6–2                                            |
| 2005                | Катарина Среботнік                                  | Сінобу Асагое                                       | 5–7, 7–5, 6–4                                       |
| 2006                | Маріон Бартолі                                      | Віра Звонарьова                                     | 6–2, 6–2                                            |
| 2007                | Єлена Янкович                                       | Віра Звонарьова                                     | 7–6(9), 5–7, 6–3                                    |
| 2008                | Ліндсі Девенпорт                                    | Араван Резаї                                        | 6–2, 6–2                                            |
| 2009                | Олена Дементьєва                                    | Олена Весніна                                       | 6–4, 6–1                                            |
| 2010                | Яніна Вікмаєр                                       | Флавія Пеннетта                                     | 6–3, 6–2                                            |
| 2011                | Грета Арн                                           | Яніна Вікмаєр                                       | 6–3, 6–3                                            |
| 2012                | Цзє Чжен                                            | Флавія Пеннетта                                     | 2–6, 6–3, 2–0 ret.                                  |
| 2013                | Агнешка Радванська                                  | Яніна Вікмаєр                                       | 6–4, 6–4                                            |
| 2014                | Ана Іванович                                        | Вінус Вільямс                                       | 6–2, 5–7, 6–4                                       |
| 2015                | Вінус Вільямс                                       | Каролін Возняцкі                                    | 2–6, 6–3, 6–3                                       |
| 2016                | Слоун Стівенс                                       | Юлія Гергес                                         | 7–5, 6–2                                            |
| 2017                | Лорен Девіс                                         | Ана Конюх                                           | 6–3, 6–1                                            |
| 2018                | Юлія Гергес                                         | Каролін Возняцкі                                    | 6–4, 7–6(7–4)                                       |
| 2019                | Юлія Гергес (2)                                     | Б'янка Андреєску                                    | 2–6, 7–5, 6–1                                       |
| 2020                | Серена Вільямс                                      | Джессіка Пегула                                     | 6–3, 6–4                                            |
| 2021                | Не проводився через пандемію коронавірусної хвороби | Не проводився через пандемію коронавірусної хвороби | Не проводився через пандемію коронавірусної хвороби |
| 2022                | Не проводився через пандемію коронавірусної хвороби | Не проводився через пандемію коронавірусної хвороби | Не проводився через пандемію коронавірусної хвороби |
| ↓ Турніри WTA 250 ↓ |                                                     |                                                     |                                                     |
| 2023                | Корі Гофф                                           | Ребека Масарова                                     | 6–1, 6–1                                            |
| 2024                | Корі Гофф                                           | Еліна Світоліна                                     | 6–7(4–7) 6–3, 6–3                                   |
| 2025                | Клара Таусон                                        | Наомі Осака                                         | 4–6, відмова                                        |

### Парний розряд
| Рік                 | Чемпіонки                                           | Фіналістки                                          | Рахунок                                             |
| ------------------- | --------------------------------------------------- | --------------------------------------------------- | --------------------------------------------------- |
| 1986                | Енн Гоббс Кенді Рейнолдс                            | Лі Антонопліс Адріана Віллагран                     |                                                     |
| 1987                | Анна-Марія Фернандес Джулі Річардсон                | Гретхен Раш Елізабет Мінтер                         |                                                     |
| 1988                | Патті Фендік Джилл Гетерінгтон                      | Кеммі Макгрегор Сінтія Макгрегор                    |                                                     |
| 1989                | Патті Фендік (2) Джилл Гетерінгтон (2)              | Елізабет Смайлі Джанін Томпсон                      |                                                     |
| 1990                | Наталія Медведєва Лейла Месхі                       | Джилл Гетерінгтон Робін Вайт                        |                                                     |
| 1991                | Патті Фендік (3) Лариса Нейланд                     | Джо-Енн Фаулл Джулі Річардсон                       |                                                     |
| 1992                | Розалін Феербенк-Нідеффер Раффаелла Реджі           | Джилл Гетерінгтон Кеті Ріналді                      |                                                     |
| 1993                | Ізабель Демонжо Елна Рейнах                         | Джилл Гетерінгтон Кеті Ріналді                      |                                                     |
| 1994                | Патрісія Хай-Буле Мерседес Пас                      | Дженні Брин Джулі Річардсон                         |                                                     |
| 1995                | Джилл Гетерінгтон (3) Елна Рейнах (2)               | Лаура Голарса Кароліна Віс                          |                                                     |
| 1996                | Ельс Калленс Жулі Алар-Декюжі                       | Джилл Гетерінгтон Крістін Кунс                      | 6–1, 6–0                                            |
| 1997                | Жанетта Гусарова Домінік Монамі                     | Александра Ольша Елена Пампулова                    | 6–2, 6–7(5–7), 6–3                                  |
| 1998                | Нана Сміт-Роджерс Тамарін Танасугарн                | Жулі Алар-Декюжі Жанетта Гусарова                   | 7–6(7–1), 6–4                                       |
| 1999                | Сільвія Фаріна-Елія Барбара Шетт                    | Седа Норландер Марлен Вайнгартнер                   | 6–2, 7–6(7–2)                                       |
| 2000                | Кара Блек Александра Фусаї                          | Барбара Шварц Патріція Вартуш                       | 3–6, 6–3, 6–4                                       |
| 2001                | Александра Фусаї (2) Ріта Гранде                    | Еммануель Гальярді Барбара Шетт                     | 7–6(7–4), 6–3                                       |
| 2002                | Ніколь Арендт Лізель Губер                          | Квета Пешке Генрієта Надьова                        | 7–5, 6–4                                            |
| 2003                | Терін Ешлі Абігейл Спірс                            | Кара Блек Олена Лиховцева                           | 6–2, 2–6, 6–0                                       |
| 2004                | Мервана Югич-Салкич Єлена Костанич-Тошич            | Вірхінія Руано Паскуаль Паола Суарес                | 7–6(8–6), 3–6, 6–1                                  |
| 2005                | Сінобу Асагое Катарина Среботнік                    | Ліенн Бейкер Франческа Любіані                      | 6–3, 6–3                                            |
| 2006                | Олена Лиховцева Віра Звонарьова                     | Емілі Луа Барбора Стрицова                          | 6–3, 6–4                                            |
| 2007                | Жанетта Гусарова Паола Суарес                       | Сє Шувей Шіха Уберой                                | 6–0, 6–2                                            |
| 2008                | Марія Коритцева Лілія Остерло                       | Мартіна Мюллер Барбора Стрицова                     | 6–3, 6–4                                            |
| 2009                | Наталі Деші Мара Сантанджело                        | Нурія Льягостера Вівес Аранча Парра Сантонха        | 4–6, 7–6(7–3), 12–10                                |
| 2010                | Кара Блек (2) Лізель Губер (2)                      | Наталі Грандін Лора Гренвілл                        | 7–64, 6–2                                           |
| 2011                | Квета Пешке Катарина Среботнік (2)                  | Софія Арвідссон Марина Еракович                     | 6–3, 6–0                                            |
| 2012                | Андреа Сестіні Главачкова Луціє Градецька           | Юлія Гергес Флавія Пеннетта                         | 6–7(2–7), 6–2, [10–7]                               |
| 2013                | Кара Блек (3) Анастасія Родіонова                   | Юлія Гергес Ярослава Шведова                        | 2–6, 6–2, [10–5]                                    |
| 2014                | Шерон Фічмен Марія Санчес                           | Луціє Градецька Міхаелла Крайчек                    | 2–6, 6–0, [10–4]                                    |
| 2015                | Роберта Вінчі Сара Еррані                           | Аояма Сюко Рената Ворачова                          | 6–2, 6–1                                            |
| 2016                | Ан-Софі Месташ Елісе Мертенс                        | Данка Ковинич Барбора Стрицова                      | 2–6, 6–3, [10–5]                                    |
| 2017                | Юганна Ларссон Кікі Бертенс                         | Демі Схюрс Рената Ворачова                          | 6–2, 6–2                                            |
| 2018                | Сара Еррані (2) Бібіана Схофс                       | Ері Ходзумі Мію Като                                | 7–5, 6–1                                            |
| 2019                | Ежені Бушар Софія Кенин                             | Пейдж Мері Гуріґан Тейлор Таунсенд                  | 1–6, 6–1, [10–7]                                    |
| 2020                | Ейша Мухаммад Тейлор Таунсенд                       | Серена Вільямс Каролін Возняцкі                     | 6–4, 6–4                                            |
| 2021                | Не проводився через пандемію коронавірусної хвороби | Не проводився через пандемію коронавірусної хвороби | Не проводився через пандемію коронавірусної хвороби |
| 2022                | Не проводився через пандемію коронавірусної хвороби | Не проводився через пандемію коронавірусної хвороби | Не проводився через пандемію коронавірусної хвороби |
| ↓ Турніри WTA 250 ↓ |                                                     |                                                     |                                                     |
| 2023                | Като Мію Aldila Sutjiadi                            | Лейла Анні Фернандес Бетані Маттек-Сендс            | 1–6, 7–5, [10–4]                                    |
| 2024                | Анна Даніліна Вікторія Грунчакова                   | Маріє Боузкова Бетані Маттек-Сендс                  | 6–3, 6–7(5–7), [10–8]                               |
| 2025                | Цзян Сіньюй У Фаньсань                              | Александра Крунич Сабріна Сантамарія                | 6–3, 6–4                                            |